# Quesnoy-sur-Airaines
Quesnoy-sur-Airaines är en kommun i departementet Somme i regionen Hauts-de-France i norra Frankrike. Kommunen ligger i kantonen Molliens-Dreuil som tillhör arrondissementet Amiens. År 2022 hade Quesnoy-sur-Airaines 421 invånare.

## Befolkningsutveckling
Antalet invånare i kommunen Quesnoy-sur-Airaines
| Referens: INSEE |